# Особо опасна
«Особо опасна» (англ. Barely Lethal) — комедийный приключенческий боевик режиссёра Кайла Ньюмана по сценарию Джона Д’Арко. В главных ролях — Хейли Стейнфилд, Джессика Альба и Сэмюэл Л. Джексон. Премьера в России состоялась 7 мая 2015 года.

## Сюжет
Главная героиня выросла в тайной правительственной школе Прескотт для спецагентов детей. У воспитанников нет имен, кодовое имя героини 83. Она мало знакома с окружающим миром, но выросла и стала интересоваться жизнью обычных подростков по журналам и сериалам. В ходе особого задания по задержанию преступницы Виктории Нокс, 83 упала в озеро и для родной структуры погибла. Однако 83 выжила при падении и решила использовать этот шанс, начав жизнь обычного подростка. Она переселяется по программе обмена учеников из Канады в простую семью Ларсонов в Коннектикуте. Гостеприимные Ларсоны принимают девушку как родную, выделяют ей комнату в доме.
Легализовавшись под именем Меган Уолш, бывший агент начинает осваиваться в местной школе, заводит знакомства и дружбу. Меган привлекает лидер школьной музыкальной группы Кэш Фентон, сама она становится объектом интереса одноклассника Роджера Маркуса. Во время случайного инцидента на спортивном празднике публике стали известны особые навыки рукопашного боя Меган и видео заметили в школе Прескотт. В городке появляется спецагент 84 под именем Хизер. Меган полагает, что её прислали из Прескотта, но выясняется, что Хизер стала сообщницей преступницы Виктории Нокс. Меган приходится вспомнить свои навыки, чтобы защитить себя и ставшую родной ей семью Ларсонов. Финальный поединок происходит во время выпускного бала. В концовке на помощь Меган приходит её бывший куратор по школе Прескотт Хардманн. Он соглашается с тем что его лучший агент уходит с правительственной работы и останется обычным подростком в гражданской жизни.

## В ролях
| Актёр             | Роль                      |
| ----------------- | ------------------------- |
| Хейли Стейнфилд   | Меган Уолш/агент 83       |
| Джессика Альба    | Виктория Нокс             |
| Сэмюэл Л. Джексон | Хардман                   |
| Джейми Кинг       | специальный аналитик Найт |
| Софи Тёрнер       | Хизер/агент 84            |
| Дав Камерон       | Лиз Ларсон                |
| Рэйчел Харрис     | миссис Ларсон             |
| Отем Диал         | Мисси                     |
| Томас Манн        | Роджер Маркус             |
| Александра Кросни | Синди                     |
| Габриэль Бассо    | Гуч                       |
| Дэн Фоглер        | мистер Драмм              |
| Стив-О            | Педро                     |
| Роб Хюбел         | мистер Маркус             |
| Бруно Ганн        | Джонс                     |
| Эмма Холцер       | Донна                     |
| Кэмерон Фуллер    | Леонард Стейнман          |
| Файнесс Митчелл   | директор Вейсман          |
| Тоби Себастьян    | Кэш Фентон                |

## Съёмочная группа
- Режиссёр — Кайл Ньюман
- Сценарист — Джон Д’Арко
- Продюсеры — Джон Чэн, Суки Чю, Ванесса Койфман, Тед Хартли, Бретт Ратнер
- Исполнительные продюсеры — Кевин Корниш, Эрианн Фрайзер, С. С. Ханг, Молли Хэсселл, Харрисон Кордестани, Генри Уинтерстерн
- Оператор — Питер Лайонс Коллистер
- Подбор актёров — Стефани Корсалини
- Художник-постановщик — Эндрю Нескоромны
- Художник по декорациям — Мелинда Сандерс
- Художник по костюмам — Френсин Джеймисон-Танчук

## Съемки
Съёмки фильма проходили в Атланте, Джорджия.

## Прокат в России
Дистрибьютором проката является компания «Парадиз», которая на цифровом носителе выпустила около 800 копий.